# Notepad2
Notepad2 — вільний текстовий редактор з відкритим вихідним кодом для Windows. Розповсюджується під ліцензією BSD. Програма написана Флоріаном Балмером з допомогою компонента Scintilla, в квітні 2004 року. Текстовий редактор побудований на принципах стандартного блокнота, бути маленьким, швидким і корисним.

## Можливості
- Автовідступи.
- Перевірка на відкриття/закриття дужок (bracket matching).
- Підтримка та конвертування кодування ASCII, UTF-8, UTF-16.
- Багаторівневе відкочування дій.
- Блочне виділення тексту.
- Робота з DOS (CR/LF), UNIX (LF) і Macintosh (CR) форматами переводу рядка.
- Регулярні вирази для пошуку і заміни.

## Підсвічування синтаксису
Notepad2 має підсвічування синтаксису для популярних мов програмування і розмітки: ASP, Assembler, C, C++, C#, CGI, CSS, HTML, Java, JavaScript, NSIS, Pascal, Perl, PHP, Python, SQL, VB, VBScript, XHTML і XML, а також надає підсвічування синтаксису для наступних форматів файлів: BAT, DIFF, INF, INI, REG і файлів конфігурації.